# Костицын, Александр Степанович
Александр Степанович Костицын (9 июня 1904 года, дер. Могутовский, Елисаветпольская станица, Верхнеуральский уезд, Оренбургская губерния — 24 июля 1943 года, погиб на Степном фронте) — советский военный деятель, генерал-майор (21 апреля 1943 года).

## Начальная биография
Александр Степанович Костицын родился 9 июня 1904 года в деревне Могутовский ныне Брединского района Челябинской области.

## Военная служба

### Гражданская война
С мая 1920 года служил красноармейцем в составе коммунистического отряда имени Пальчикова в селе Полтавка, после чего принимал участие в ликвидации бандитизма на территории Адамского уезда (Оренбургская губерния). С октября того же года работал заготовителем в райпродотделе.

### Межвоенное время
В марте 1923 года А. С. Костицын направлен на учёбу на курсы инспекторов при Наркомпроде в Москве, после окончания которых с сентября того же года работал инспектором в райпродотделе в селе Полтавка, а с апреля 1924 года — молотобойцем, кочегаром и помощником машиниста на станции Шимановская (Уссурийская железная дорога).
1 октября 1926 года призван в ряды РККА и направлен в сапёрный батальон в составе 18-го стрелкового корпуса, дислоцированный в Иркутске. После окончания батальонной школы с 1927 года служил в этом же батальоне помощником командира взвода, а в октябре 1928 года переведён командиром отделения в военизированной охране железнодорожных войск в Иркутске.
В августе 1930 года направлен на учёбу в Школу усовершенствования комсостава стрелковой охраны путей сообщения в Москве, после окончания которой в августе 1931 года назначен на должность начальника штаба 1-го района военизированной охраны железнодорожных войск, в апреле 1932 года — на должность командира дивизиона в составе 5-го железнодорожного полка войск ОГПУ на станции Утулик, Восточно-Сибирская железная дорога), в сентябре 1934 года — должность начальника школы младшего начсостава, а в декабре 1935 года — на должность командира дивизиона в составе 69-го полка войск НКВД в Чите.
В мае 1936 года А. С. Костицын направлен на учёбу в ордена Ленина Военно-пехотную школу НКВД в Москве, после окончания которой в ноябре 1937 года назначен на должность помощника начальника штаба 228-го полка конвойных войск НКВД в Харькове, а в апреле 1938 года — на должность преподавателя на курсах младших лейтенантов в лагере Бровары (Киевская область), однако в ноябре того же года переведён в 228-й полк конвойных войск НКВД, где служил старшим помощником начальника штаба полка, командиром батальона и начальником штаба полка.
В ноябре 1939 года Костицын назначен на должность командира 132-го отдельного батальона конвойных войск НКВД, дислоцированного в Бресте.

### Великая Отечественная война
С началом войны в июне 1941 года 132-й батальон конвойных войск НКВД был преобразован в 251-й полк конвойных войск НКВД СССР, а А. С. Костицын назначен на должность его командира, а в августе — на должность командира 910-го стрелкового полка в составе 243-й стрелковой дивизии (29-я армия, Западный фронт), после чего принимал участие в боевых действиях в ходе Смоленского сражения и затем на реке Западная Двина южнее г. Торопец, на ржевском направлении, в Калининских оборонительной и наступательной операциях.
19 марта 1942 года назначен на должность командира 183-й стрелковой дивизии, которая вела оборонительные боевые действия севернее Ржева. 11 мая А. С. Костицын был тяжело ранен, после чего лечился в госпитале. С 30 августа состоял в распоряжении Главного управления кадров НКО и 9 сентября назначен на должность командира 172-й стрелковой дивизии, формировавшейся в районе станции Дорохово в составе Московской зоны обороны, однако уже 30 сентября переведён на должность командира 183-й стрелковой дивизии, находившейся в резерве Ставки Верховного Главнокомандования в районе станции Клин, откуда в январе 1943 года была передислоцирована на Воронежский фронт, где была включена в состав 40-я армии и затем принимала участие в ходе Острогожско-Россошанской, Воронежско-Касторненской наступательных и Харьковской наступательной и оборонительной операций, и затем заняла оборонительный рубеж в районе Крутой Лог и Нижний Ольшанец. В начале апреля дивизия была выведена в тыл армии в район станции Прохоровка, где с 6 июля вела оборонительные боевые действия, а с началом контрнаступления дивизия была включена в состав 35-го гвардейского стрелкового корпуса, в результате чего участвовала в наступательных боях и 21 июля она овладела населёнными пунктами Новооскочное и Верхний Ольшанец.
Генерал-майор Александр Степанович Костицын 24 июля 1943 года погиб в результате прямого попадания снаряда в блиндаж НП дивизии.

## Награды
- Орден Красного Знамени (25.03.1943);
- Орден Отечественной войны 1 степени (24.08.1943, посмертно);
- Орден Красной Звезды (28.08.1942);
- Медаль «XX лет Рабоче-Крестьянской Красной Армии».

## Память
В 2020 году в Челябинске появилась улица в честь генерала А. С. Костицына.